# Карлавские Сивашники
Карлавские Сивашники — группа мелководных лагун Каркинитского залива Чёрного моря. Получила своё название по татарскому названию близлежащего населённого пункта Карлав, ныне Снежное Черноморского района.

## География
Максимальная глубина — 1.5 м, средняя — 0.3—0.5 м. Карлавские Сивашники расположены между Ярылгачской бухтой (на севере), озёрами Ярылгач (на востоке) и Панское (на западе) и территориальной дорогой Т-01-07 (на юго-востоке) сообщения Черноморское—Раздольное, участок Черноморское—Межводное). От Ярылгачской бухты отделены песчаной косой и с ней соединяются только узким коротким проливом. В летний период площадь водного зеркала лагун сокращается из-за засушливой погоды, особенно мелководные места весеннего разлива, что образуют восточную (прилегающая часть к косе) и частично южную части лагун. Дно лагуны укрыто илом, а также различными водорослями.
Коса, отделяющая лагуну от бухты, является местом отдыха туристов-дикарей, которые организуют здесь в летний период стихийные места отдыха (палаточный городок и стоянки личного автотранспорта). Также в летний период здесь устраивается ещё один род туристической деятельности — кайтсёрфинг, из-за более спокойного водного зеркала, в отличие от Ярылгачской бухты. Это одно из двух мест кайтсёрфинга в Черноморском районе (другое — озеро Лиман).
Карлавские Сивашники служат местом размножения и раннего развития, а также жизни, флоры и фауны Чёрного моря, из-за более спокойной экосистемы. Здесь можно встретить креветок, скатов, рыб. Здесь летом местные жители и туристы ловят креветок.